# Howard Athenaeum
Howard Athenum (1845—1953), также известный как Old Howard Theater «Старый Говард», Бостон, штат Массачусетс — был одним из самых известных театров в истории Бостона. Основанный в 1845 году, он оставался учреждением культуры и обучения на протяжении большей части своего существования, а окончательно закрылся в 1953 году. Он был снесен в 1962 году после пожара в июне 1961 года.

## История
Из всех театров, основанных в Бостоне, Howard Athenum был одним из самых известных. Популярный по всей Новой Англии, театр ласково называли «Старый Говард» (англ. The Old Howard). Построенная в 1843 году сектой миллеритов как церковь, в хрупком подобном шатру сооружении размещалась небольшая, но преданная община, которая в конечном итоге покинула это место, разочаровавшись обещанием священника, что конец света наступит в 1844 году. После того, как Армагеддон не наступил, основатель Уильям Миллер признал доктринальную ошибку, и миллериты двинулись дальше. Затем в 1845 году храм был перестроен в театр, но несколько месяцев спустя сгорел дотла. В 1846 году Исайя Роджерс спроектировал новое здание в готическом стиле, которое было уникальным среди американских театров. Новое здание, построенное из гранита Куинси и способное вместить 1360 посетителей, было завершено в спешном порядке на средства местной пивоварни. Он вновь открылся 5 октября 1846 года по адресу 34 Howard Street на Scollay Square, районе, который сейчас занимает Бостонский правительственный центр.
В течение первых нескольких десятилетий своего существования он успешно конкурировал с Бостонским музеем (театр) в качестве ведущего театра города. В то время как Бостонский музей во многом полагался на свою крупную акционерную компанию, Говард стал домом для ведущих гастролирующих актеров. В афише 1860 года Howard Athenum объявил, что в нем проводятся представления «оперы, трагедии, комедии, бурлеска, водевиля, менестрелей и фокусников». Среди великих имен, регулярно появляющихся в «Говарде», были Эдвин Бут, Шарлотта Кушман и другие звездные исполнители той эпохи, в том числе молодой Джон Уилкс Бут, сыгравший Гамлета. Театр вскоре стал известен своими оперными постановками: «Эрнани» Джузеппе Верди, американская премьера которой состоялась в «Говарде» в 1847 году, возможно, была первой бостонской оперой итальянского бельканто. Программа выступления Эрнани в Говарде принадлежит Бостонскому атенеуму, в котором есть очень небольшая, но интересная коллекция программ ранних лет Говарда с 1847 по 1848 год.
Балет, опера и драма будут основными развлечениями в Говарде в течение следующих двадцати лет, и в первую ночь «Howard Athenum» открылся постановкой «Школы злословия» Ричарда Бринсли Шеридана.

## Этапы развития
В начале своего существования «Howard Athenum» принимал у себя многих звёзд, среди которых был комик Уильям Уоррен, который в течение многих лет считался лучшим комиком в стране. Однако к концу 1860-х годов театр потерял большую часть своей аудитории из-за своих более популярных конкурентов-Бостонского музея и Бостонского театра, и начал представлять варьете. В 1869 году «Howard Athenum» представил эру водевиля с Лидией Томсон и её «Британскими блондинками». К концу 19 века театр полностью переключился на бурлеск с такими исполнителями, как Энн Корио, Салли Рэнд, Джипси Роуз Ли и комиками, включая Фанни Брайс, Софи Такер. В журнале Boston Phoenix от 17 февраля 2007 года писалось: "… Говард принимал всех в шоу-бизнес от Джона Уилкса Бута до Фила Сильверса. Среди других артистов, которые выступали в Говарде, были Эбботт и Костелло, Джимми Дуранте, Фред Аллен, У. К. Филдс, Джеки Глисон, Эл Джолсон, Бастер Китон, Берт Лар и Джерри Льюис. Боксеры Джон Л. Салливан и Рокки Марчиано проводили на сцене боксерские поединки. В эту эпоху бурлеска и разнообразия Говард рекламировал: «В Старом Говарде всегда есть чем заняться».

## Окончание
Поскольку выступления в стиле бурлеск с каждым годом становились все более рискованными, бостонская полиция нравов сделала «Старый Говард» объектом своего внимания. Бостонская полиция нравов сняла 16-миллиметровый фильм во время одного из своих рейдов в 1953 году и запечатлела на пленку выступление Мэри Гуднейбор (Irma the Body), одной из последних танцовщиц бурлеска в Бостоне.
В 1953 году из-за обвинений в непристойности Бостон отказался продлить лицензию «Старому Говарду», поэтому почти десять лет сцена была пуста. В 1960 году был сформирован Комитет Национального театра и музея Говарда, который собрал 1 500 000 долларов для ремонта «самого знаменитого театра Бостона» и восстановления его законного статуса. Однако, прежде чем комитет смог реализовать свои планы, в здании произошел пожар. Хотя многие люди поддерживали стремление к полной реконструкции, городские власти снесли здание сразу после пожара, прежде чем кто-либо смог выразить протест. Этот противоречивый инцидент произошел в разгар инициативы по обновлению города Бостона, и мало что считалось историческим, кроме построек колониальной эпохи.
Вывеска из «Старого Говарда» сохранилась сегодня в Emerson Umbrella в Конкорде, штат Массачусетс.

## Галерея

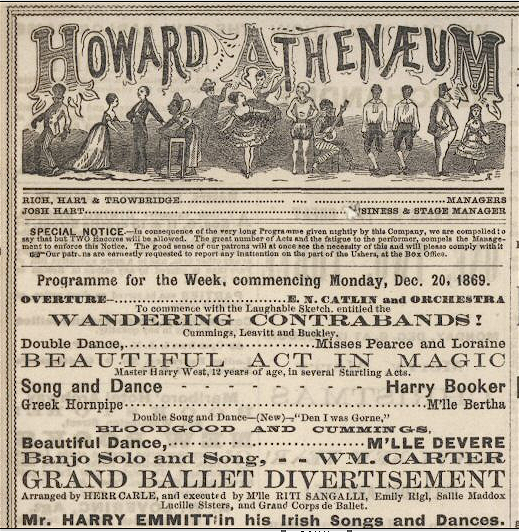
20 декабря 1869, Howard Athenaeum

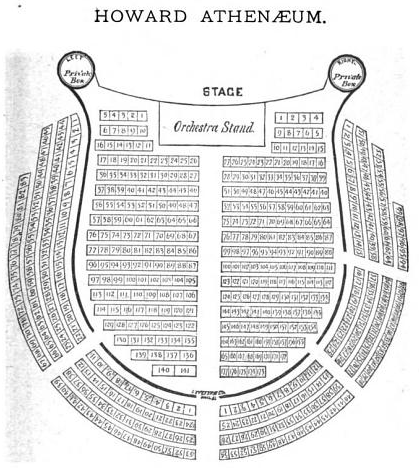
1887 год, Howard Athenaeum, Бостон